# تيري سكوت تايلور
تيري سكوت تايلور (بالإنجليزية: Terry Scott Taylor)‏ هو مغني ومغن مؤلف ومنتج أسطوانات أمريكي، ولد في 24 مايو 1950.

## وصلات خارجية
- الموقع الرسمي
- تيري سكوت تايلور على موقع IMDb (الإنجليزية)
- تيري سكوت تايلور على موقع ميوزك برينز (الإنجليزية)
- تيري سكوت تايلور على موقع ديسكوغز (الإنجليزية)